# Pontormo (film)
Pontormo - Un amore eretico è un film del 2003 diretto da Giovanni Fago.
Il film si basa su alcune pagine del diario personale del pittore cinquecentesco Pontormo.

## Produzione
Il sottotitolo del film fa riferimento all'ultima fatica del pittore (coro di San Lorenzo), oggi documentabile solo per i disegni preparatori.

## Distribuzione
Il film è uscito in sala in Italia il 28 maggio 2004.